# Korekty granic Polski od 1945 roku
Korekty granic Polski od 1945 roku – artykuł obejmuje zmiany granic Polski dokonane od 1945 roku, wtedy to ustalono w większości nowe granice państwa po II wojnie światowej.

## Korekty granicy polsko-czechosłowackiej
Po zakończeniu II wojny światowej przywrócono przebieg granicy z lat 1920–1938, choć ostateczne porozumienie graniczne zapadło w 1958 roku. Również w tym samym roku dokonano dość znacznej korekty granicy Polski z Czechosłowacją.
18 lat później, w 1976 roku dokonano kolejnej korekty obszarów o powierzchni około 0,25 km².

## Korekta granicy polsko-słowackiej
W 2005 roku dokonano korekty granicy, wskutek której Polska przekazała Słowacji, a Słowacja Polsce terytoria o powierzchni 2969 m² (blisko 0,30 ha).

## Korekty granicy z Niemiecką Republiką Demokratyczną
Granica z Niemcami Wschodnimi ustanowiona podczas konferencji poczdamskiej miała w wielu miejscach absurdalny przebieg. Dlatego jeszcze w 1945 roku dokonano szeregu drobnych korekt. Zmian w przebiegu granicy dokonano także w 1949 i 1951 roku.
Natomiast rozgraniczenia wód terytorialnych pomiędzy Polską a Niemcami Wschodnimi dokonano w 1989 roku.

## Korekty granicy zeZwiązkiem Radzieckim

### 1945
Wiosną 1945 roku nie wytyczono jeszcze stałej północnej granicy Polski z ZSRR, w tym czasie tereny południowej części obwodu królewieckiego był pod kontrolą administracji polskiej, obszar ten obejmował 1125 km², tymczasowa linia graniczna biegła granicą dawnych powiatów: świętomiejskiego, iławeckiego, bartoszyckiego, gierdawskiego, darkiejmskiego i gołdapskiego. We wrześniu 1945 granice przesunięto kilkanaście kilometrów na południe na korzyść ZSRR

### 1948
16 maja 1948 roku dokonano korekty granic na korzyść Polski w północno-wschodniej części państwa poprzez przesunięcie polskiej granicy na odległość od 200 m do 3 km na wschód. W efekcie, przyłączonych zostało do Polski kilkanaście miejscowości znajdujących się obecnie na terenie powiatów sokólskiego i białostockiego (województwo podlaskie). Głównym celem tej korekty było sprostowanie przebiegu pasa granicznego i nie miała ona podłoża ekonomicznego ani nie uwzględniała też składu religijno-narodowościowego miejscowości włączonych do Polski (o ile takie wsie jak Nowodziel, Tołcze, Szymaki czy Klimówka miały charakter polski i katolicki, to już Chomontowce, Rudaki, Łosiniany czy Ozierany Wielkie zamieszkiwane były w większości lub wyłącznie przez prawosławną ludność białoruską).
W tym samym roku przyłączono do Polski także kilka miejscowości leżących na południu państwa: Medyka, Siedliska, Jaksmanice (z rejonu medyckiego), Malhowice, Rożubowice, Sierakośce (z rejonu niżankowickiego), Kwaszenina, Hujsko, część Paportna (z rejonu dobromilskiego), Solina, Wola Maćkowa (z rejonu ustrzyckiego), Dubina, Macyki i część Starzawy (z rejonu mościskiego). Ta korekta również nie uwzględniała składu narodowościowego włączonych miejscowości, w następstwie czego zamieszkująca je ludność ukraińska została wysiedlona do Związku Radzieckiego.

### 1987
W 1987 roku została w praktyce przyłączona do Polski wyspa położona na Bugu, o powierzchni 7 ha, w okolicach Kryłowa. Znajdują się na niej ruiny zamku z XVII wieku. Związek Radziecki nie zażądał nic w zamian. W rzeczywistości wyspa formalnie należała do Polski już od 1945 roku, ale nie była połączona ze stałym lądem żadnym mostem, który powstał dopiero w 1987 roku.